# ذى الوقيط (ردفان)

تعديل مصدري - تعديل

ذى الوقيط هي إحدى قرى عزلة الحبيلين بمديرية ردفان التابعة لمحافظة لحج، بلغ تعداد سكانها 62 نسمة حسب تعداد اليمن لعام 2004.